# Ivana Reitmayerová

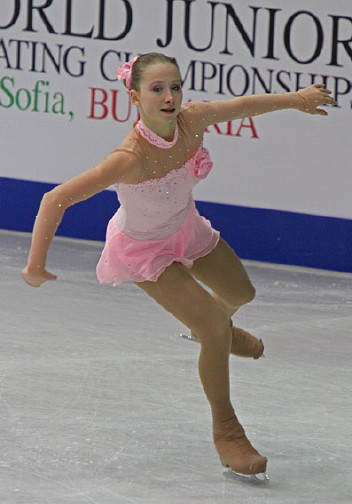
Ivana Reitmayerová

Ivana Reitmayerová (* 4. Mai 1992 in Košice, Tschechoslowakei) ist eine slowakische Eiskunstläuferin.
Reitmayerová begann im Alter von vier Jahren mit dem Eislaufen. Ihr um ein Jahr jüngerer Bruder Peter ist ebenfalls Eisläufer. Sie startet für den ŠKP Bratislava. Reitmayerová wird von ihrer Mutter Iveta in Bratislava, Piestany, Trnava und Oberstdorf trainiert. Choreographiert werden ihre Programme von Anna Matyskina.

## Erfolge/Ergebnisse
| Wettbewerb/Wintersaison     | 05–06 | 06–07 | 07–08 | 08–09 | 09–10 |
| --------------------------- | ----- | ----- | ----- | ----- | ----- |
| Olympische Winterspiele     |       | -     | -     | -     | 28.   |
| Weltmeisterschaften         | -     | -     | 24.   | 14.   | 25.   |
| Europameisterschaften       | -     | -     | -     | 11.   | 15.   |
| Juniorenweltmeisterschaften | -     | 26.   | 15.   | 8.    |       |
| Slowakische Meisterschaften | 2. J  | 1. J  | 3.    | 1.    | 1.    |